# Phytosus (Actosus) nigriventris
Phytosus (Actosus) nigriventris is een keversoort uit de familie van de kortschildkevers (Staphylinidae). De wetenschappelijke naam van de soort is voor het eerst geldig gepubliceerd in 1843 door Chevrolat.